# Macrocarpaea calophylla
Macrocarpaea calophylla är en gentianaväxtart som beskrevs av Ernest Friedrich Gilg. Macrocarpaea calophylla ingår i släktet Macrocarpaea och familjen gentianaväxter. Inga underarter finns listade i Catalogue of Life.